# Suarna
Suarna (llamada oficialmente San Martín de Suarna) es una parroquia y una aldea española del municipio de Fonsagrada, en la provincia de Lugo, Galicia.

## Otras denominaciones
La parroquia también es conocida por el nombre de San Martiño de Suarna.

## Organización territorial
La parroquia está formada por once entidades de población:
- Fornos da Cal (Os Fornos da Cal)
- Llencias
- Paradanova
- Penamaior
- Rozabragada
- San Martín de Suarna
- Silvela
- Vieiro (O Vieiro)
- Vilagocende
- Vilarín de Abaixo (Vilarín de Baxo)
- Vilarín de Arriba (Vilarín de Riba)

## Demografía

### Parroquia
| Gráfica de evolución demográfica de Suarna (parroquia) entre 2000 y 2019 |
|                                                                          |
| Datos según el nomenclátor publicado por el INE.                         |

### Aldea
| Gráfica de evolución demográfica de San Martín de Suarna (aldea) entre 2000 y 2019 |
|                                                                                    |
| Datos según el nomenclátor publicado por el INE.                                   |